# Tsuruga kärnkraftverk
Tsuruga kärnkraftverk (敦賀発電所 Tsuruga hatsudensho?) är ett kärnkraftverk i Japan.
Kärnkraftverket ligger i staden Tsuruga i Fukui prefektur och drivs av Japan Atomic Power Company (JAPC). Vid anläggningen finns två reaktorer: Tsuruga-1 på 341 MW som togs i drift 1970 och Tsuruga-2 på 1115 MW som togs i drift 1987.
Bägge reaktorerna stängdes ner efter Fukushima-olyckan, och Tsuruga-1 stängdes slutgiltigt 2015. Anläggningsägaren har försökt att få Tsuruga-2 godkänd enligt de nya kärnkraftsregler som trädde i kraft 2013, men har ännu (2025) inte lyckats få sådant godkännande, varför reaktorn inte varit i drift sedan 2011.

## Reaktorer

### Tsuruga-1
Tsuruga-1 var Japans första kommersiella kokvattenreaktor (BWR). Den började byggas 1966 och togs i kommersiell drift 1970. Reaktorn är designad av GE (General Electric) och är av typen BWR/2 och har en nettoeffekt på 341 MW. Reaktorn kännetecknas bland annat av att den har 5 externa huvudcirkulationskretsar i nederdelen av reaktortanken. Reaktorm är utrustad med en hjälpkondensor (IC, Isolation Condenser), som i inledningsskedet av ett reaktorstopp kan kyla reaktorn med självcirkulation utan aktiva pumpar, och utan att förlora vatten från reaktortanken.
Såväl amerikanska som japanska reaktorer licensierades nominellt för 40 års drift, varför den ursprungliga licensen för Tsuruga-1 löpte ut 2010. Anläggningsägaren sökte och beviljades den 19 augusti 2009 en förlängning av licensen för Tsuruga-1 fram till 2016.
Efter Fukushima-olyckan stängdes successivt alla reaktorer inklusive Tsuruga-1 i Japan, och den gamla tillsynsmyndigheten avvecklades och ersattes 2012 med den nybildade NRA - National Regulatory Authority som formulerade nya kärnkraftregler som trädde i kraft 2013.
2015 bestämde JAPC att lägga ner Tsuruga-1 i stället för att försöka licensiera reaktorn enligt de nya kärnkraftsreglerna från 2013.
Tsuruga-1 producerade under sin drifttid totalt 80,05 TWh och hade en kapacitetsfaktor för perioden 1970 till och med 2010 på 66,6%.

### Tsuruga-2
Tsuruga-2 är en tryckvattenreaktor (PWR) med 4 stycken reaktorkylkretsar eller "loopar". Den började byggas 1982 och togs i kommersiell drift 1987.
Efter Fukushima-olyckan stängdes successivt alla reaktorer inklusive Tsuruga-2 i Japan, och den gamla tillsynsmyndigheten avvecklades och ersattes 2012 med den nybildade NRA - National Regulatority Authority som formulerade nya kärnkraftregler som trädde i kraft 2013.
De nya kärnkraftsreglerna från 2013 innehåller bland annat strängare krav på geologiska undersökningar av omgivningarna kring kraftverket för att uppskatta trolig storlek på de jordbävningar som kan förväntas, samt krav på att anläggningen kan tåla jordbävningar av denna storlek.
Vid två tillfällen, i maj 2013 samt i mars 2015, hävdade en expertpanel från myndigheten NRA att det finns en aktiv seismisk zon ("active fault") under reaktorbyggnaden för Tsuruga-2, medan anläggningsägaren Japan Atomic Power Company (JAPC) hävdade att zonen inte är aktiv samt inte sträcker sig fram till reaktorn. 2012 beskylldes JAPC av forskare för att undanhålla resultat från undersökningar de gjort redan 2005 och som pekade på att det kan förekomma seismisk instabilitet på platsen för kärnkraftverket.
Anläggningsägaren sammanställde sin argumentation och sände i november 2015 in sin ansökan för att licensiera anläggningen enligt 2013 års kärnkraftsregler.
I november 2024 underkändes JAPC:s ansökan om licensiering av NRA, men anläggningsägaren har uttalat att man avser att göra ytterligare utredningar och förnya sin ansökan för att kunna återstarta Tsuruga-2.
Tsuruga-2 har hittills under sin drifttid (1986–2011) producerat 185,89 TWh och hade för samma tidsperiod en kapacitetsfaktor på 75,6%.

### Tsuruga-3/4
Planer finns för att uppföra ytterligare två reaktorer i närheten av Tsuruga 1/2. De föreslagna reaktorerna är Mitsubishis APWR, Advanced Pressurized Water Reactor, med en nettoeffekt på 1538 MW.
En första ansökan lämnades in 2004 och förberedande markarbeten påbörjades. Efter 5 år av diskussioner kring lokaliseringen och nya geologiska undersökningar fick man klartecken från Fukui prefektur och lämnade 2009 in en reviderad asökan till den dåvarande tillståndsmyndigheten. Ärendet beräknades ta två år för godkännande men överlämnades till den nybildade tillståndsmyndigheten NRA och kom att ifrågasättas i samband med diskussionerna om bedömningen av seismisk risk för de befintliga reaktorerna på platsen.
Status för Tsuruga-3/4 anges (2024) som "planned".

### Status
Med "First grid" avses tidpunkt för första elleverans till anslutande nät. Med "Kom. drift" avses tidpunkt för start av kommersiell drift, när anläggningen överlämnas till anläggningsägaren. Med "2013-ansökan" avses ansökan om återstart med hänsyn till nya kärnkraftsregler som trädde i kraft 2013.
| Reaktor   | Typ  | Netto- effekt (MW) | Bygg- start | First Grid | Kom. drift | 2013 ansökan insänd | 2013 ansökan status  | Perm stängd |
| --------- | ---- | ------------------ | ----------- | ---------- | ---------- | ------------------- | -------------------- | ----------- |
| Tsuruga-1 | BWR  | 341                | 1966-04-22  | 1969-11-16 | 1970-03-14 | ej insänd           | ej bedömd            | 2015-03-17  |
| Tsuruga-2 | PWR  | 1115               | 1982-11-06  | 1986-06-19 | 1987-02-17 | 2015-11-05          | underkänd 2024-11-13 |             |
| Tsuruga-3 | APWR | 1538               | ej påbörjad |            |            |                     |                      |             |
| Tsuruga-4 | APWR | 1538               | ej påbörjad |            |            |                     |                      |             |